# Eugrafio
Eugrafio fue un escritor en latín de finales del siglo VI. Escribió unas notas sobre Terencio. En la Biblioteca Real de París se encuentra su Commentum in Terentium.